# 이블린주의 캉통
프랑스 이블린주에는 총 21개의 캉통이 속해 있다. 2015년 3월 행정구역 총개편으로 인해 현재는 다음과 같이 설치되어 있다.
- 오베르장빌
- 보니에르쉬르센
- 샤투
- 르셰네
- 콩플랑생트오노린
- 우이유
- 리메
- 망트라졸리
- 모레파
- 몽티니르브르토뇌
- 레뮈로
- 플레지르
- 푸아시
- 랑부이예
- 생시르레콜
- 생제르맹앙레
- 사르투르빌
- 트라프
- 베르뇌이쉬르센
- 베르사유 1
- 베르사유 2